# 소콜루 메흐메트 파샤

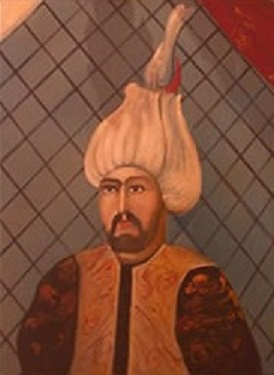
소콜루 메흐메트 파샤

소콜루 메흐메트 파샤(튀르키예어: Sokollu Mehmet Paşa, 1505년 ~ 1579년)는 오스만 제국의 세르비아계 보스니아인 파샤로 메흐메드 파샤 소콜로비치(세르비아어: Мехмед-паша Соколовић / Mehmed-paša Sokolović)라고도 한다.
어린 시절 이슬람의 터키인으로 바뀌었고, 오스만 투르크의 친위병 군단에서 많은 해에 걸쳐 근무했다. 1543년부터 오스만 제국의 공작 곁에서 최고의 직위를 얻어 일했다. 특히, 1546부터 1551년 사이에는 오스만 제국의 함대를 주관했고, 1551년부터 1555년 사이에는 오스만 제국의 일부인 유럽을 지배, 통치하였다.
1565년 6월, 위대한 쉴레이만(Suleiman the Magnificent)에 의해 위대한 베지르(주석대신主席大臣, 대재상)로 임명되었고, 그의 아들 셀림 2세의 곁에서 제국의 모든 관리를 총괄하였다. 그의 곁에서 마침내 키프로스를 점령했으나, 후에 레판토 해전에서 일시적으로 패했으나, 곧 다시 함대를 재건하여 스페인으로부터 튀니지를 탈환하였다. 적으로부터 비밀리에 파견된 회교의 탁발승의 칼에 찔려 죽는다.
소콜루가 시난에게 드리나강을 지나는 유명한 비셰그라드의 메흐메드 파샤 소콜로비치 다리를 건설하라고 지시한 것으로 간주된다. 그는 직무상의 여러 가지 방법으로 자신의 친족들을 끝까지 밀어주었고, 그의 보호와 비호 덕분에 소콜로비치 출생의 두 조카는 세르비아의 대주교가 되었다.

## 같이 보기
- 메흐메드 파샤 소콜로비치 다리